# Лиманська волость
Лиманська волость — адміністративно-територіальна одиниця Зміївського повіту Харківської губернії.
На 1862 рік до складу волості входили:
- слобода Лиман;
- поселення Черкаський Бишкин;
- поселення Нижньоруський Бішкін;

Найбільші поселення волості станом на 1914 рік:
- слобода Лиман — 7133 мешканці.
- село Черкаський Бишкин — 3075 мешканців.
- хутір Киселі — 1841 мешканець.
- Нижньоруський Бішкін — 1213 мешканців.

Старшиною волості був Тищенко Омелян Павлович, волосним писарем — Калантаев Михайло Митрофанович, головою волосного суду — Тищенко Василь Іванович.